# محوطه ده قاضی ۵
محوطه ده قاضی ۵ مربوط به هزاره سوم قبل از میلاد است و در شهرستان ایرانشهر، بخش بمپور، ۷ کیلومتری غرب شهر بمپور واقع شده و این اثر در تاریخ ۳۰ بهمن ۱۳۸۶ با شمارهٔ ثبت ۲۱۱۶۹ به‌عنوان یکی از آثار ملی ایران به ثبت رسیده است.